# Проспект Вецакю
Проспект Ве́цакю (латыш. Vecāķu prospekts) — улица в Северном районе Риги. Начинается от развилки с Яунциема гатве у Милгравского моста, ведёт в северо-западном, северном и северо-восточном направлении вдоль железнодорожной линии Рига — Скулте и заканчивается тупиком, достигнув городской черты после перекрёстка с улицей Саулгриежу.
Пролегает по историческим районам Вецмилгравис, Вецдаугава, Вецаки. На проспекте расположены железнодорожная станция Зиемельблазма и платформа Вецдаугава.

## История
Проспект Вецакю был сформирован в 1961 году (после полного вхождения пригородного посёлка Вецаки в черту города) из бывших улицы и шоссе Вецакю, части Ригас гатве и проспекта Ригас. В последующем переименований не было.
Старейшей частью проспекта является бывший проспект Ригас, проложенный в курортном посёлке Вецаки с началом его застройки, на рубеже XIX—XX веков. Улица Вецакю в Вецмилгрависе упоминается с 1928 года; в 1939 году она начиналась от улицы Эммас и вела до городской черты.

## Транспорт

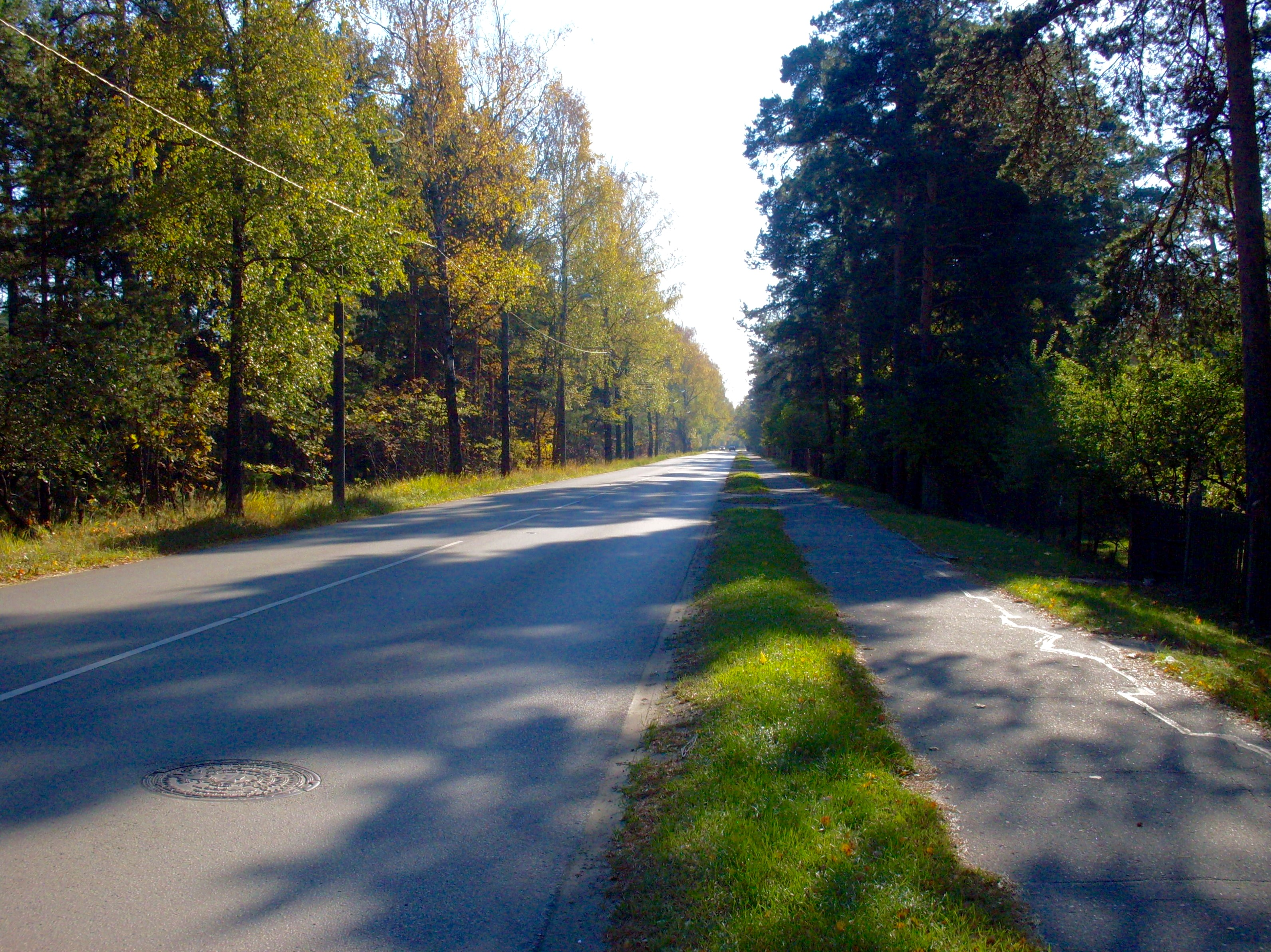
Проспект в средней части

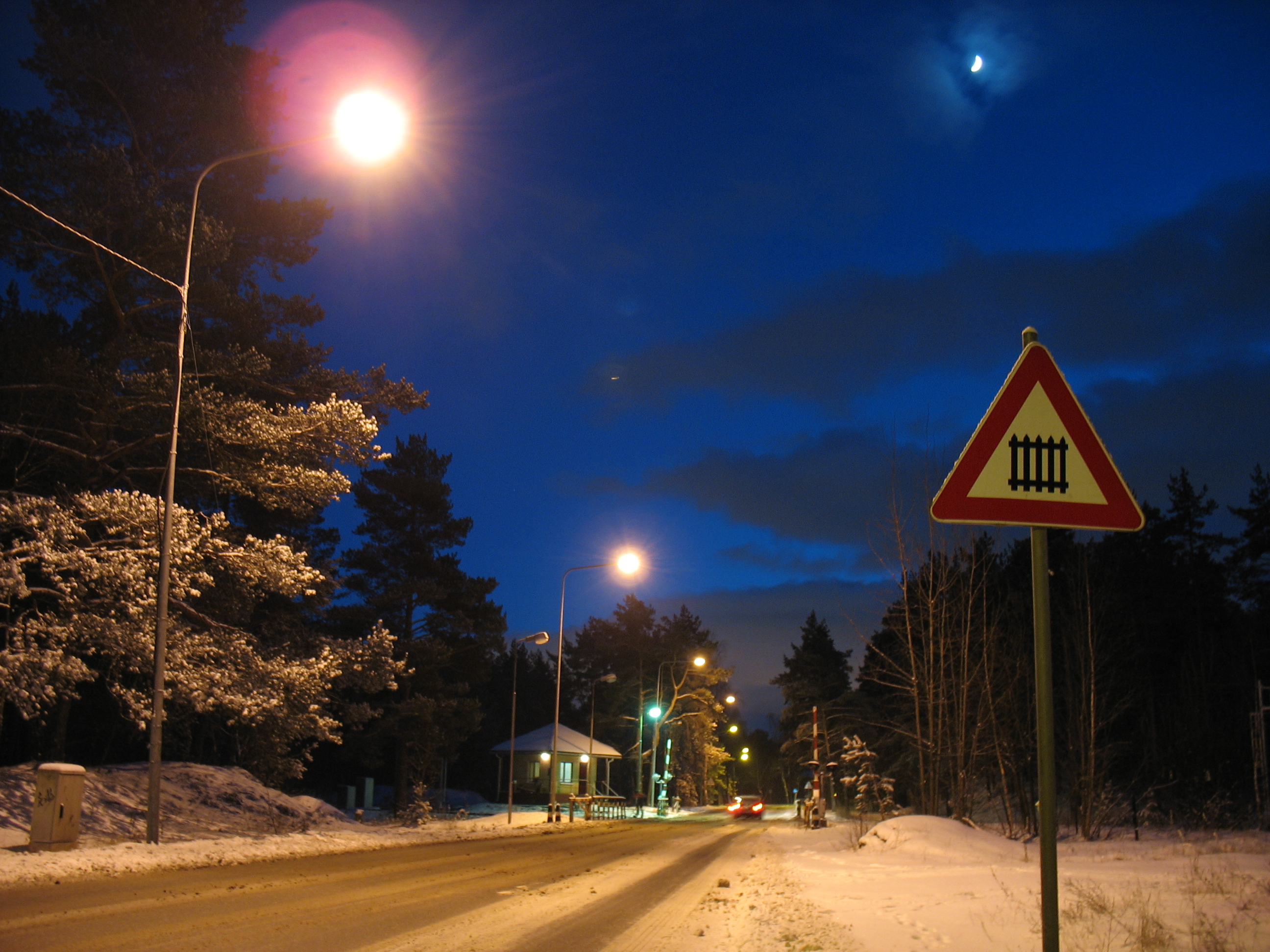
Переезд через ветку на топливный терминал

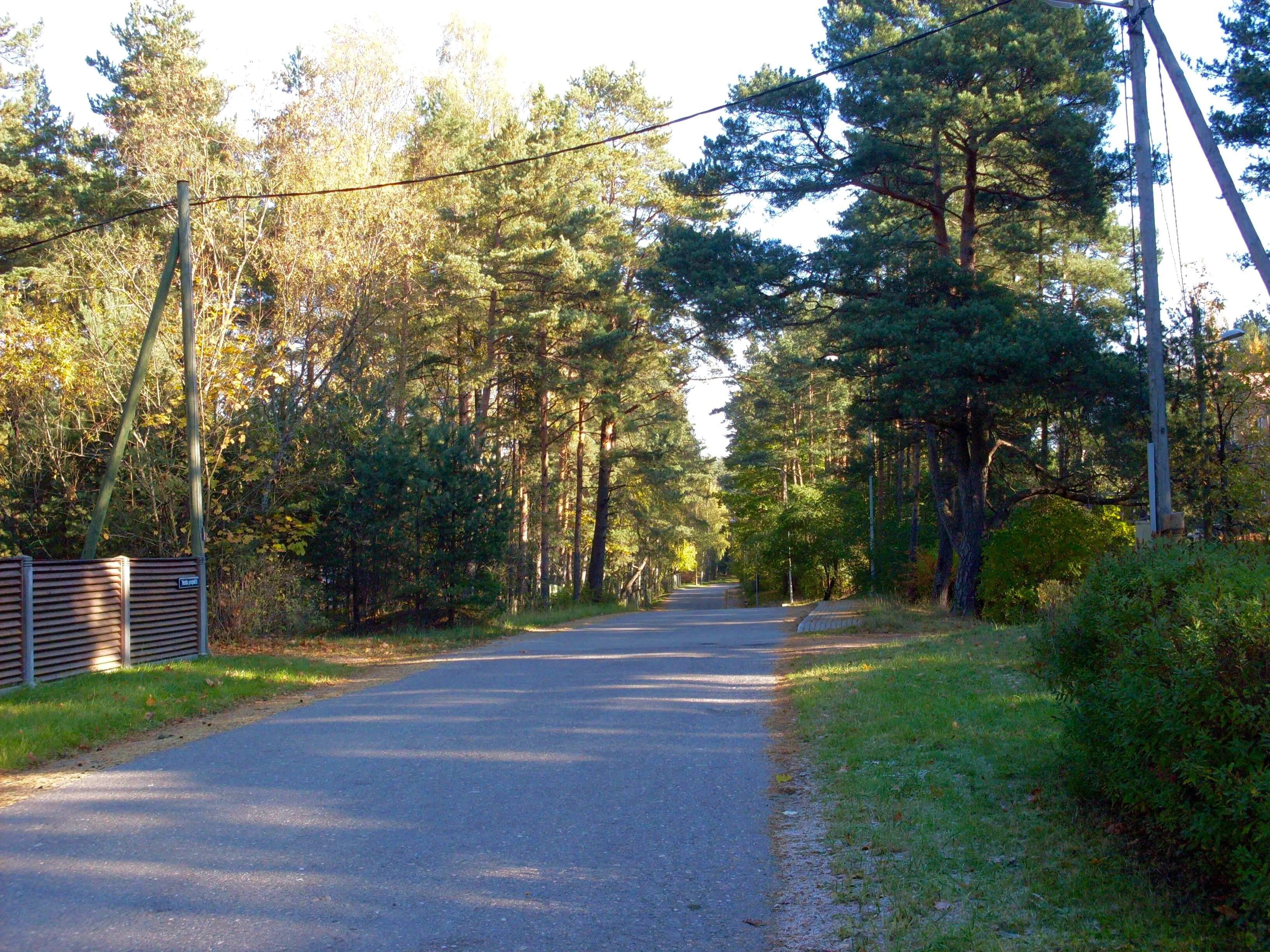
Дальняя часть проспекта

Проспект Вецакю является магистралью городского значения, его общая длина составляет 6093 метра. Почти на всём протяжении (за исключением тупикового 40-метрового участка в самом конце проспекта) асфальтирован. Отрезок после перекрёстка с проспектом Мангалю имеет статус жилой зоны, остальная часть проспекта используется в том числе грузовым транспортом, следующим на Мангальсалу. Параллельно проезжей части проложена пешеходно-велосипедная дорожка.
От развилки с улицей Атлантияс по проспекту курсирует автобус, при этом маршрут № 24 является круглогодичным, а маршруты № 29 и 58 продлеваются до Вецаки в тёплый сезон. Имеется одноимённая остановка.

## Застройка
Проспект застроен главным образом частными малоэтажными домами; многие участки, особенно по правой (чётной) стороне, прилегающей к железной дороге, остаются незастроенными. В районе Вецдаугава выделяется микрорайон типовых двухэтажных 8-квартирных домов, построенный в 1962-1963 годах как посёлок для рыбаков Управления экспедиционного лова (так называемый «посёлок № 3»). В районе Вецаки сохранилось несколько старинных деревянных зданий, построенных в начале XX века как загородные дома состоятельных рижан.

## Прилегающие улицы
Проспект Вецакю пересекается со следующими улицами:
- Яунциема гатве
- улица Эммас
- 6-я линия Вецмилгравья
- улица Скую
- улица Сниедзес
- улица Балтасбазницас
- улица Циедру
- улица Калнгалес
- улица Бризес
- улица Плекстес
- улица Килю
- улица Атлантияс
- улица Зибенс
- улица Сканстниеку
- улица Палеяс
- улица Айру
- улица Звеяс
- улица Трейлиню
- улица Дуню
- улица Тилауду
- проспект Мангалю
- улица Зиеду
- улица Мазсалацас
- улица Пацеплиша
- улица Шалконес
- улица Селгас
- улица Плудмалес
- улица Блазмас
- улица Лиедага
- улица Саулгриежу